# Pompeii 99
Pompeii 99 fue una banda de post-punk estadounidense formada en Los Ángeles en 1981. Lanzaron un Ep y un álbum de estudio; antes de que Valor Kand, Gitane Demone y David Glass se unieran a Christian Death en 1983 junto a su único miembro original Rozz Williams (1963-1998). Finalmente el grupo continuó con el nombre de Christian Death después de que todos los miembros originales habían dejado el grupo.

## Miembros
- Valor Kand - voz, guitarra
- Gitane Demone - voz, guitarra
- David Glass - tambores
- Poli-Sci - voz, órgano, sintetizador
- Cram Netod - bajo, piano, guitarra, voces

## Discografía
- Look at Yourself (1982)
- Ignorance Is the Control 7" EP (1982)